# Honschaft Herdingsfeld
Die Honschaft Herdingsfeld war im Mittelalter und der Neuzeit eine Honschaft im Kirchspiel Hückeswagen im bergischen Amt Hückeswagen (ab 1555 Amt Bornefeld-Hückeswagen). Sie war eine von vier Honschaften der Außenbürgerschaft Hückeswagen.
Die Honschaft überstand die kommunale Neuordnung im Großherzogtum Berg unter französischer Verwaltung ab 1806. Nach Abzug der Franzosen aus den Rheinbundstaaten 1813 nach der Niederlage in der Völkerschlacht bei Leipzig wurde unter Preußen die Honschaft 1815 der Bürgermeisterei Hückeswagen im Kreis Lennep zugeordnet.
Zu der Honschaft gehörten 1832 laut der Statistik und Topographie des Regierungsbezirks Düsseldorf die Wohnplätze und Hofschaften (originale Schreibweise) Pixberg, Hummeltenberg, Kormannshausen, Mitberg, Heinhombrechen, Kritz, Karrenstein, Remmelshombrechen, Siebelshombrechen, Wald, (Ober-)Beck, (Mittel-)Beck, (Nieder-)Beck, Kirschsiepen, Hagelsiepen, Lake, Pleuse, Herweg, Fockenhausen, Scheuer, Brecken, (Ober-)Dahlhausen, (Nieder-)Dahlhausen, Heimhausen, Siepersbever, Girkenhausen, Eckenhausen, Zipshausen, Heyd, Linde, Funkenhausen, Wüste, Fronhausen, Böckel, Bergerhof, Wiebeckerhammer und Neumühle.
Laut der Statistik besaß die Honschaft 1815/16 eine Einwohnerzahl von 572. 1832 betrug die Einwohnerschaft 652, die sich in 78 katholische und 574 evangelische Gemeindemitglieder aufteilten. Die Wohnplätze der Honschaft umfassten zusammen zwei Schulen, 93 Wohnhäuser, drei Mühlen bzw. Fabriken und 120 landwirtschaftliche Gebäude.
Am 10. Januar 1861 wurden die Außenbürgerschaft Hückeswagen mit ihren vier Honschaften in die Landgemeinde Neuhückeswagen umgewandelt.